# 良弁
良弁（日语：ろうべん、，持统天皇3年（689年） - 寶龜4年閏11月24日（774年1月10日）），又作朗弁、良辨、朗辨，是奈良時代的華嚴宗僧侶、东大寺的開山，常被稱為金鐘行者。

## 生平

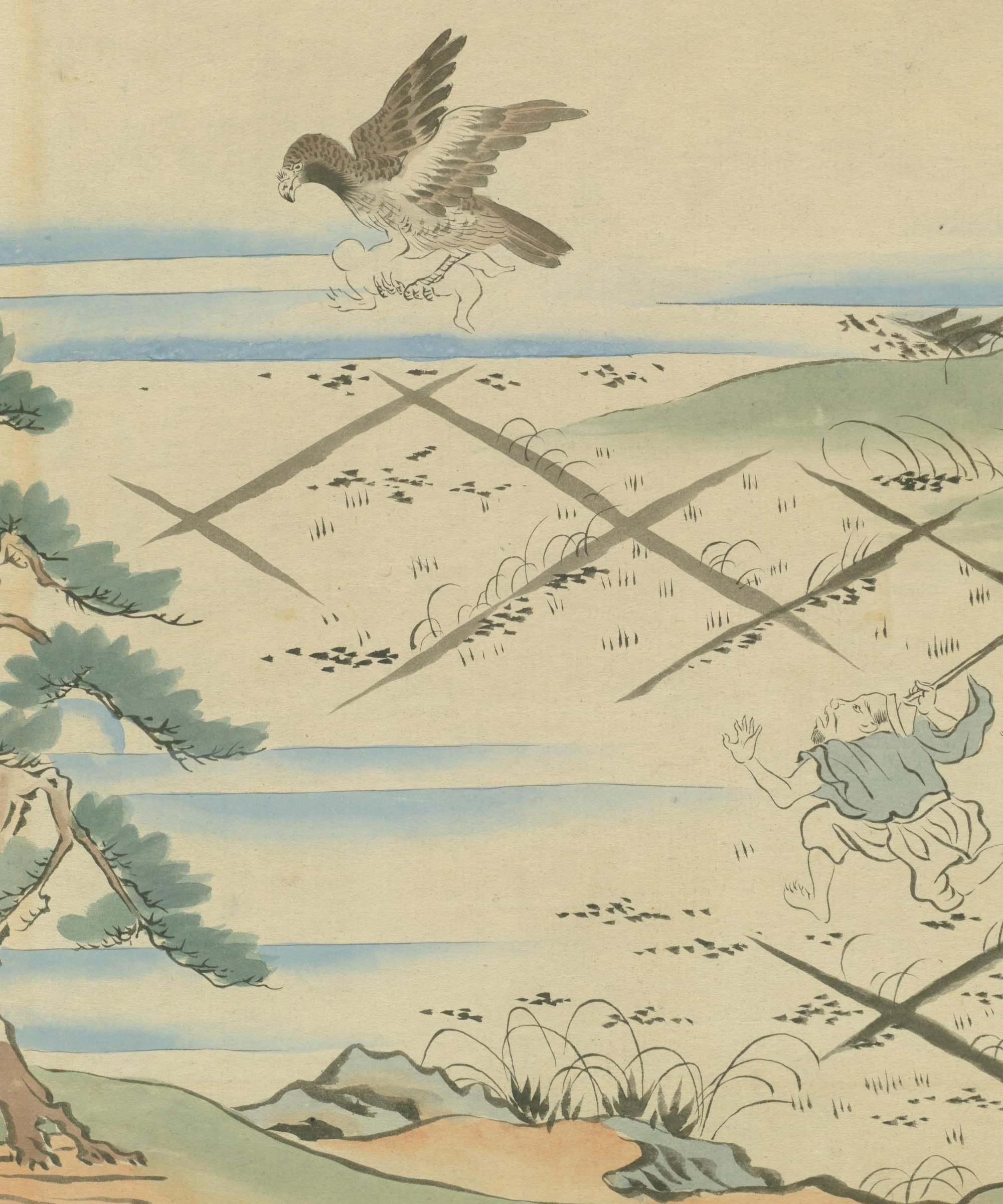
老鷹捉走嬰兒的時刻。出處：日本國會書書館所藏・土佐光起《執金剛神緣起》繪巻

持統3年（689年）相模國柒部氏出身，據說是在鎌倉出生，師事義淵。若根據別的傳說，則是近江國百濟氏出身，母親在野外工作的時後，在目光稍微離開他的空隙間，被老鷹捉走，並放到奈良二月堂前的杉木上，受到義淵的捕捉幫助而逃脫，並作為僧侶被撫養長大。住在东大寺的前身金鐘寺，之後有與踏遍全國尋找他的母親於30年後再相會的傳說。但現在據說不是同一個人，是否是一個歷史事實是不確定的，但從小開始跟隨義淵學習法相唯識是事實。
之後跟著慈訓學習，得到華嚴宗的奧義。隱居於東山 (今奈良縣生駒市)，安放自己雕刻的執金剛神像，每天鍛鍊修行，得到金鐘行者這樣一個特殊的稱號，傳到圣武天皇耳裡，賜給他羂索院，之後改名為金鐘寺。
天平12年（740年），邀請審祥擔任《華嚴經》的講師到金鐘寺來。奉聖武天皇的勅令，在天平14年（742年）指定金鐘寺為大和的國分寺。天平17年（745年）成為僧官中的律師。天平勝寶4年（751年），因建立东大寺大佛的功績擔任东大寺的初代別當。天平勝寶8年（756年）和鑒真同被任命為大僧都。之後天平寶字4年（760年）8月因佛教界的肅正，和慈訓、法進等僧人，修改僧階（三色十三階制）上奏，也擔任聖武上皇的看病禪師。
和近江志賀石山寺的建立也有關聯，在《石山寺緣起繪卷》和《元亨釋書》有詳細記載。
在寶龜4年（773年），被任命為僧正，同年閏11月24日逝世。在東大寺開山堂安放有「良弁僧正座像」（國寶）。據說也是伊勢原市大山寺的開基。

## 註腳
1. ↑  日置, 昌一 (しょういち). . 講談社. 1990. ISBN 4-06-158323-9., p.969 「良辨(りゃうべん)」の項
2. ↑  東大寺 良弁僧正坐像と開山堂 （页面存档备份，存于）
3. ↑  淑徳大学 豊島区・豊島新聞社共催 奈良遷都1300年に寄せて-良弁と東大寺- （页面存档备份，存于）
4. ↑  相模國（神奈川県）鎌倉地方，有其父親的傳說染屋時忠。染屋時忠的女兒也有被大老鷹捉走的傳說。
5. ↑  東京国立博物館 光明皇后1250年御遠忌記念　特別展「東大寺大仏―天平の至宝―」 （页面存档备份，存于）
6. ↑  図解仏教成美堂出版128頁
7. ↑  薗田, 稔; 橋本, 政宣.  (snippet). 吉川弘文館. 2004., p.494
8. ↑  相馬, 大.  (preview). 保育社. 1982. ISBN 9784586505814., p.8-9

## 相關作品
- 良弁杉由來　人形浄瑠璃、歌舞伎作品。作者不詳、初演：明治20年2月　大阪彦六座。
- 火鳥（鳳凰編）　手塚治虫的漫畫作品。
- 二月堂良弁杉　奈良的老故事。奈良市市民劇團曾以音樂劇和紙芝居形式演出。

## 相關文獻
- 『論集 東大寺創建前後』 东大寺、ザ・グレイトブッダ・シンポジウム論集（The Great Buddha symposium）　第2号、2004年